# Снітівська сільська рада (Україна)
Сніті́вська сільська́ ра́да — адміністративно-територіальна одиниця та орган місцевого самоврядування в Летичівському районі Хмельницької області. Адміністративний центр — село Снітівка.

## Загальні відомості
Снітівська сільська рада утворена в 1944 році.
- Територія ради: 32,68 км²
- Населення ради: 563 особи (станом на 2001 рік)

## Населені пункти
Сільській раді підпорядковані населені пункти:
- с. Снітівка
- с. Малаківщина
- с. Російська Буда

## Склад ради
Рада складається з 15 депутатів та голови.
- Голова ради:
- Секретар ради: Казмірчук Оксана Володимирівна

### Керівний склад попередніх скликань
| Прізвище, ім'я, по батькові | Основні відомості                                                 | Дата обрання | Дата звільнення |
| --------------------------- | ----------------------------------------------------------------- | ------------ | --------------- |
| Давидюк Олександр Іванович  | Сільський голова, 1965 року народження                            | 26.03.2006   | 31.10.2010      |
| Масловський Василь Іванович | Сільський голова, 1974 року народження, освіта вища, безпартійний | 31.10.2010   | 12.05.2015      |

Примітка: таблиця складена за даними сайту Верховної Ради України

### Депутати
За результатами місцевих виборів 2010 року депутатами ради стали:

#### За суб'єктами висування
| Суб'єкт висування           | Кількість обраних депутатів | %    |
| --------------------------- | --------------------------- | ---- |
| Самовисування               | 7                           | 46,7 |
| Партія регіонів             | 5                           | 33,3 |
| Єдиний Центр                | 1                           | 6,7  |
| Комуністична партія України | 1                           | 6,7  |
| Народна партія              | 1                           | 6,7  |

#### За округами
| № округу                    | Прізвище, ім'я, по батькові         | Дата визнання обраним | Освіта             | Партійна приналежність            | Відомості про обраного депутата           |
| --------------------------- | ----------------------------------- | --------------------- | ------------------ | --------------------------------- | ----------------------------------------- |
| Єдиний Центр                |                                     |                       |                    |                                   |                                           |
| 15                          | Давидюк Іван Олександрович          | 03.11.2010            | середня            | член Єдиного Центру               | підприємець                               |
| Комуністична партія України |                                     |                       |                    |                                   |                                           |
| 11                          | Мохник Оксана Михайлівна            | 03.11.2010            | середня спеціальна | позапартійна                      | тимчасово не працює                       |
| Народна Партія              |                                     |                       |                    |                                   |                                           |
| 9                           | Казмірчук Оксана Володимирівна      | 03.11.2010            | середня            | член Народної партії              | Снітівська с/р, секретар                  |
| Партія регіонів             |                                     |                       |                    |                                   |                                           |
| 1                           | Гавюк Микола Леонідович             | 03.11.2010            | середня            | позапартійний                     | тимчасово не працює                       |
| 5                           | Воловий Михайло Миколайович         | 03.11.2010            | середня            | позапартійний                     | Летичів спецлісгосп, лісник               |
| 6                           | Харжевська Алла Петрівна            | 03.11.2010            | вища               | позапартійна                      | пенсіонер                                 |
| 12                          | Якушевський Віталій Павлович        | 03.11.2010            | середня            | позапартійний                     | ТОВ «Летичів-Агро», тракторист            |
| 13                          | Петрук Микола Володимироваич        | 03.11.2010            | середня            | член Партії регіонів              | тимчасово не працює                       |
| Самовисування               |                                     |                       |                    |                                   |                                           |
| 2                           | Бахін Володимир Іванович            | 03.11.2010            | середня            | позапартійний                     | тимчасово не працює                       |
| 3                           | Тальковський Болеслав Станіславович | 03.11.2010            | середня            | позапартійний                     | Летичів держлісгосп, шофер                |
| 4                           | Сідлецька Наталія Миколаївна        | 03.11.2010            | вища               | позапартійна                      | Снітівська загальноосвітня школа, вчитель |
| 7                           | Нетяга Лариса Василівна             | 03.11.2010            | вища               | позапартійна                      | Снітівська загальноосвітня школа, вчитель |
| 8                           | Ноль Михайло Михайлович             | 03.11.2010            | середня            | член Народної партії              | Летичів держлісгосп, шофер                |
| 10                          | Буртова Емілія Аполінарівна         | 03.11.2010            | середня            | член Комуністичної партії України | тимчасово не працює                       |
| 14                          | Тельпиш Олександр Михайлович        | 03.11.2010            | середня            | позапартійний                     | тимчасово не працює                       |